# José Figueres Ferrer
Pour les articles homonymes, voir José Ferrer et Ferrer.
José María Hipólito Figueres Ferrer, né le 25 septembre 1906 à San Ramón et mort le 8 juin 1990 à San José, est un homme d'État costaricien. Il est président du Costa Rica à trois reprises, de 1948 à 1949, de 1953 à 1958 et de 1970 à 1974.

## Biographie

### Jeunesse
Fils de Marià Figueres i Forges, médecin, et de Francesca Ferrer i Minguella, un couple de Catalans immigrés au Costa Rica, José Figueres Ferrer vit aux États-Unis, à Boston, pendant quatre ans avant de revenir dans son pays pour prendre la direction d'une exploitation agricole.

### Accession au pouvoir
Après avoir restauré la démocratie en 1948 par la force, José Figueres Ferrer devient président de la junte fondatrice de la Seconde République qui garde le pouvoir pendant dix-huit mois. 
En 1951, il fonde le Parti Libération nationale (PLN) et occupe deux fois la charge de président de la République, de 1953 à 1958 et de 1970 à 1974.

### Action politique
Il adopte une constitution politiquement libérale et avancée en accordant le droit de vote aux femmes et aux noirs, en interdisant d'obtenir deux mandats présidentiels immédiatement consécutifs et en abolissant l'armée, une première historique pour un État indépendant. 
Depuis ce jour, le Costa Rica est surnommé « la Suisse de l'Amérique centrale ». Le pays est aujourd'hui encore sans armée mais compte une « force publique » (maintien de l'ordre) d'environ 100 000 hommes.
Surnommé affectueusement Don Pepe (venant de Pepe, surnom espagnol donné à José), il est considéré comme l'un des personnages costariciens les plus importants de l'Histoire.
L'un de ses fils, José María Figueres Olsen, a également été président du Costa Rica de 1994 à 1998.